# Zlatarica
Zlatarica (bulharsky Златарица) je město ležící ve středním Bulharsku, v Předbalkánu. Je správním střediskem stejnojmenné obštiny a žije v něm přibližně 2 700 obyvatel.
Od jihu k severu protéká městem řeka Zlatariška, která je pravým přítokem řeky Veseliny.

## Historie
Místní osídlení je pradávné, protože poblíž města byly objeveny tři sídlištní mohyly, které vznikly během středního neolitu a fungovaly i během raného a středního chalkolitu. Našly se v nich drobné pracovní nástroje.
Jméno Zlatarica je spojeno s těžbou zlatonosného písku z řeky. Z konce 12. století je doložen poklad, který byl nalezen poblíž města v  roce 1923. Jednalo se o 400 mincí Manuela I. Komnéna, Izáka II. Angela a Andronika I. Komnéna. Mince byly vyrobeny z minerálu elektrum tvořeného převážně stříbrem a zlatem s příměsí mědi a dalších kovů. Přirozeně se vyskytuje ve formě tvárných lamelárních útvarů, barvy od zlatožluté po stříbřitě bílou, ale většinou jde o slitinu. 
Osada vznikla ve 14. století v době druhé bulharské říše. Během turecké nadvlády, za dob sultána Mehmeda IV. (1648 – 1687) patřila s okolím k vakfu sultánovy matky, jehož příjem byl určen na údržbu svaté mešity a školy v Üsküdaru. Po osvobození Bulharska z osmanské nadvlády byla Zlatarica nezávislou správní jednotkou a o 100 let později se město stalo centrem obštiny v oblasti Veliko Tarnovo. 

## Obyvatelstvo
K 15. září 2024 ve městě žilo 2 701 obyvatel a bylo zde trvale hlášeno 2 670 obyvatel. Podle sčítání z 1. února 2011 bylo národnostní složení následující:
- Bulhaři: 1 654 (89.6 %)
- Romové: 73 (4.0 %)
- Turci: 49 (2.7 %)
- ostatní[p 2]: 71 (3.8 %)